# Rizartrosis
La rizartrosis, también conocida como artrosis del pulgar u osteoartritis trapeciometacarpiana, es un tipo de artrosis que afecta a la articulación trapecio-metacarpiana. Esta articulación une el primer metacarpo del dedo pulgar con el hueso trapecio del carpo. La rizartrosis se produce cuando el cartílago articular que conecta estas dos estructuras se desgasta, a menudo provocando dolor, rigidez y limitación del movimiento. Está estrechamente relacionada con la obesidad y suele desarrollarse en edades avanzadas, siendo mucho más frecuente en mujeres que en hombres. Además, es el segundo tipo de artrosis más común en la mano después de la artrosis de las articulaciones interfalángicas. Su síntoma más común es dolor en la base del pulgar que aumenta con la realización de movimientos del mismo, especialmente si estos implican el uso de fuerza, como el movimiento de pinza. Su tratamiento más común consiste en el uso de fisioterapia, la colocación de férulas y la inyección de corticoides; siendo la cirugía el último recurso en pacientes cuya sintomatología no mejora con el tratamiento conservador.

## Historia
En los primeros años del siglo XVIII, Josias Weitbrecht, médico y profesor de anatomía y fisiología de la Academia de Ciencia de San Petersburgo, estudió las articulaciones y ligamentos de más de cien cadáveres. Su trabajo se vería resumido en una monografía, publicada en 1742, en la que hace una especial mención a la articulación trapecio-metacarpiana, describiéndola como una «articulación-interruptor», y mencionando su mayor propensión a sufrir cambios degenerativos.
La primera publicación científica que abordaba directamente este aspecto degenerativo propio de la articulación data de 1936, por parte del radiológo Paul Robert, que ejercía en el Établissement Thermal d’Aix-les-Bains. Esta obra sería más tarde traducida al inglés como «Radiography of the Trapeziometacarpal Joint — Degenerative Changes of This  Joint». Aunque en la publicación de tres páginas no había imágenes radiográficas mostrando rizartrosis, Robert hizo una descripción en detalle de la anatomía del hueso trapecio, mencionando su concavidad en el plano transverso y su convexidad en el plano anteroposterior. Además, Robert explicaba cómo debía de colocarse la mano —en pronación forzada— para la realización de una radiografía de la articulación. Respecto a los cambios degenerativos, Robert habló de la presencia de esclerosis subcondral, formación de osteofitos y degradación de la articulación; con un posible aumento progresivo de la oquedad del hueso trapecio. También lamentó el hecho de que difícilmente se realizaba un diagnóstico precoz en los casos de rizartrosis, mencionando la eficacia de un posible tratamiento en las primeras etapas degenerativas de la enfermedad basado, por aquel entonces, en el uso de termoterapia local y radioterapia.
El primer estudio que sugirió la intervención quirúrgica data de 1949. En él se describe la realización de una escisión del trapecio, técnica que se conoce como «trapeciectomía simple» y que aún se utiliza hoy en día.
Durante la segunda mitad del siglo XX se desarrollaron otras técnicas quirúrgicas, como la incorporación de implantes de silicona, la artroplastia de interposición de tendones o la osteotomía del primer metacarpiano. Como tratamiento no quirúrgico, generalmente se utilizaban férulas, fármacos antiinflamatorios, inyecciones de corticoesteroides y ejercicios de fortalecimiento del pulgar, enfoques a los que se sigue recurriendo a día de hoy.

## Epidemiología
La prevalencia de artritis en la mano es común. Sin tener en cuenta la articulación afectada, esta es de 44,2% en mujeres y 37,7% en hombres.
Respecto a la rizartrosis, esta afecta al 7% de los hombres y al 15% de las mujeres, independientemente de la edad. Su incidencia aumenta con la edad; en mayores de 40 años, esta asciende a un 21%, y en la población mayor de 80 años, alcanza el 91%. Siendo también más común en mujeres que en hombres en una proporción de 6:1, especialmente tras la menopausia. La mayor incidencia en mujeres ha sido atribuida a una mayor laxitud de la articulación trapecio-metacarpiana.
La artrosis de la trapecio-metacarpiana es el segundo tipo de artrosis de la mano más frecuente tras la artrosis de las articulaciones interfalángicas.

## Signos y síntomas
Uno de los síntomas más comunes es dolor. Sin embargo, aunque la incidencia es significativamente alta, se estima que solamente un 28% de los pacientes con diagnóstico de rizartrosis por radiografía sufre dolor en la base del pulgar. Este dolor suele exacerbarse en la realización de acciones de pinza o pellizco. La zona de la base del pulgar puede encontrarse en un estado de hipersensibilidad a la palpación. Además los pacientes pueden manifestar debilidad en la realización de los movimientos de descritos anteriormente y en la oposición del pulgar.
En fases más avanzadas, la base del metacarpo del pulgar puede verse más pronunciada, en ocasiones unida a inestabilidad y crepitación en el movimiento de la articulación.

## Factores de riesgo
Se ha visto que las personas cuyas profesiones impliquen la realización diaria de movimientos repetitivos con la articulación trapeciometacarpiana son más propensas a padecer la enfermedad. Un ejemplo de esto fue evidenciado en un estudio que concluyó que los trabajadores que tienen que realizar tareas de planchado desarrollan rizartrosis más precozmente. La realización de profesiones que impliquen mayor destreza en la mano es, asimismo, un factor de riesgo para el desarrollo de rizartrosis. Se ha descrito una mayor incidencia de rizartrosis en trabajadores textiles, mecanógrafos, sastres o modistas.
También existen factores anatómicos que pueden causar una mayor propensión. La articulación trapecio-metacarpiana de los hombres es más congruente que la de las mujeres, por la forma específica que poseen sendas superficies del hueso trapecio y la diferencia en tamaño en ambos sexos. A consecuencia de esto, la presión en el contacto en la articulación es mayor en las mujeres que en los hombres en condiciones similares de uso de la articulación. Por ello, en la realización de actividades que conlleven el uso del movimiento de pinza o pellizco, la articulación trapeciometacarpiana de las mujeres puede experimentar un mayor nivel de estrés que la del hombre.

## Diagnóstico
En la evaluación clínica del dolor del paciente se deben tener en cuenta la localización, la duración, el inicio, la frecuencia y la intensidad de dolor, así como factores que puedan incrementar o disminuir el dolor. En la rizartrosis los pacientes a menudo se quejan de que los síntomas empeoran cuando realizan la posición de pinza o pellizco de la mano. Además, hay que tener en cuenta la relevancia de la profesión del paciente, y si la realización de esta se ve limitada por el dolor.

### Evaluación física
En la evaluación, los pacientes muestran sensibilidad en la palpación de la articulación trapeciometacarpiana pero no en articulaciones similares adyacentes, como el compartimento dorsal extensor, la articulación radiocarpiana, el hueso escafoides y la articulación escafotrapeciotrapezoide. La protrusión de la articulación se hace más evidente en fases más avanzadas de la enfermedad, pudiendo desarrollar inestabilidad y crepitación. El grado de inestabilidad extensión de la articulación también puede ser indicativo de rizartrosis, si este es mayor que en el lado contralateral.
Algunas técnicas de provocación pueden poner de manifiesto los síntomas:
- El test de deslizamiento de la articulación trapeciometacarpiana puede reproducir los síntomas.[20] Consiste en la realización de deslizamientos específicos de ambas superficies articulares de la articulación en todos los arcos del movimiento por parte del terapeuta. Sin embargo, su fiabilidad puede ser limitada.[21]
- El test de la palanca (lever test). El examinador coloca su pulgar y dedo índice a ambos lados de la base de la articulación trapeciometacarpiana y desplaza la primera articulación metacarpiana en sentido radial y cubital.[21]
- El test de extensión metacarpofalángica. El paciente realiza extensión de la articulación metacarpofalángica contra una resistencia aplicada por el examinador.[21]

El dolor también puede provocarse a través de la palpación directa de la articulación trapeciometacarpiana. De los test descritos, el test de la palanca ofrece la mayor fiabilidad para evaluar el dolor de la rizartrosis.

### Evaluación radiológica

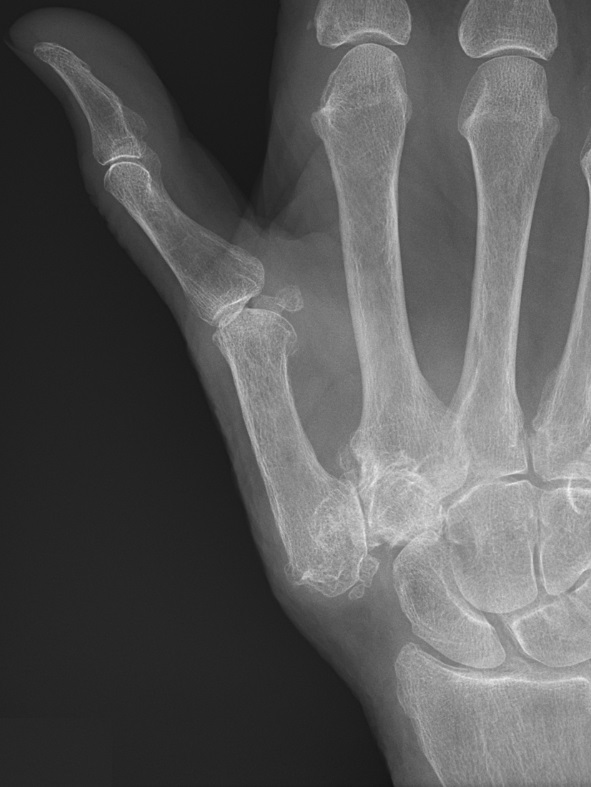
Imagen radiográfica antero-posterior mostrando signos de rizartrosis severa con subluxación de la articulación en una paciente de 87 años.

Dentro de las pruebas radiológicas, la que ofrece mayor fiabilidad para el diagnóstico de rizartrosis es la radiografía. Las formas de posicionamiento estándar de esta incluyen la vista postero-anterior, lateral y oblicua. Sin embargo, aunque estas posiciones permiten diagnosticar rizartrosis de forma fiable, ninguna de ellas permite evaluar la evolución de los cambios artrósicos en la articulación. La posición de Gedda, realizada mediante una rotación externa de la muñeca y la colocación de la mano en posición oblicua respecto a la placa radiográfica, permite una mayor fiabilidad a la hora de evaluar la situación del espacio intraarticular de la articulación trapeciometacarpiana, pero la dificultad a la hora de colocar la mano del paciente en esta posición hace que no se trate de un método estandarizado.

## Clasificación
La más utilizada es la clasificación de Eaton, basada en las características radiográficas de la articulación.
| Estadio | Características radiográficas |
| ------- | --- |
| I       | - Articulación trapecio-metacarpiana en estado normal o ligeramente dilatado. - Contorno articular normal. - Subluxación trapecio-metacarpiana (menos de un tercio de la superficie articular).                                           |
| II      | - Reducción del espacio intraarticular. - Subluxación trapeciometacarpiana (menos de un tercio de la superficie articular). - Osteofitos o cuerpos libres de menos de 2 milímetros de diámetro.                                           |
| III     | - Reducción aún mayor del espacio intraarticular. - Esclerosis o quistes subcondrales - Osteofitos o cuerpos libres de más de 2 milímetros de diámetro. - Subluxación trapeciometacarpiana (más de un tercio de la superficie articular). |
| IV      | - Afectación de la articulación escafo-trapezoidal, o, menos frecuentemente, las articulaciones trapecio-trapezoide o trapecio-metacarpiana del dedo índice.                                                                              |

## Tratamiento
El tratamiento de la rizartrosis ha evolucionado considerablemente en las últimas décadas, especialmente en cuanto a técnicas quirúrgicas. En general, el tratamiento tiene como objetivo reducir el dolor, recuperar la estabilidad de la articulación y proporcionar movilidad, así como ganar fuerza en las estructuras periféricas a la misma.

### Tratamiento conservador
Generalmente se prefieren métodos de tratamiento conservadores en los estadios iniciales de la enfermedad. Entre estos destacan antiinflamatorios no esreoideos, ejercicios de fisioterapia, colocación de férulas e inyecciones de corticoesteroides y ácido hialurónico.
Los ejercicios de fisioterapia pueden ofrecer resultados positivos a la hora de mejorar los niveles de dolor y la función de los pacientes de rizartrosis.
Las inyecciones de corticoesteroides administradas de forma repetida pueden, sin embargo, debilitar la cápsula articular y complicar futuros procesos quirúrgicos. Por ello, a menudo se indica su uso únicamente en procesos inflamatorios agudos.
La utilización de férulas ha sido tradicionalmente la opción más popular y, aunque un estudio de 130 casos de rizartrosis confirmó una relativa mejora en los pacientes tratados por este método, esta mejora solo se daba en los casos leves y no era estadísticamente significativa. Los autores concluyeron que las férulas son un tratamiento eficaz y bien tolerable por el paciente que pueden ayudar a reducir sus síntomas, pero no a eliminarlos.

### Tratamiento quirúgico
No existe un tratamiento quirúgico estándar para el tratamiento de la rizartrosis, y la elección de la técnica se basa a menudo en la experiencia personal del cirujano.

#### Ligamentoplastia
La ligamentoplastia se utiliza en el tratamiento de rizartrosis en sus estadios iniciales. En esta fase, la rizartrosis afecta sobre todo a los principales ligamentos estabilizadores de la articulación trapecio-metacarpiana. La técnica más utilizada es la de Eaton & Littler, a través de la cual se usa el tendón del músculo flexor radial del carpo para la reconstrucción ligamentaria de la zona.

#### Osteotomía del trapecio
Consiste en la resección parcial del hueso trapecio con el objetivo de corregir la displasia del hueso. Se realiza sobre el borde lateral del mismo.